# Memphis Grizzlies 2016-2017
La stagione 2016-17 dei Memphis Grizzlies fu la 22ª nella NBA per la franchigia.
I Memphis Grizzlies arrivarono terzi nella Southwest Division della Western Conference con un record di 43-39. Nei play-off persero al primo turno con i San Antonio Spurs (4-2).

## Draft
| Giro | Scelta | Giocatore    | Ruolo | Naz.                   | Università/Squadra |
| ---- | ------ | ------------ | ----- | ---------------------- | ------------------ |
| 1    | 17     | Wade Baldwin | P     | Stati Uniti (bandiera) | Vand. Commodores   |
| 2    | 57     | Wang Zhelin  | C     | Cina (bandiera)        | Fujian Sturgeons   |

## Roster
| N° | Naz.                   | Ruolo | Sportivo         | Anno | Alt. | Peso |
| -- | ---------------------- | ----- | ---------------- | ---- | ---- | ---- |
| 0  | Stati Uniti (bandiera) | A     | JaMychal Green   | 1990 | 206  | 103  |
| 1  | Stati Uniti (bandiera) | A     | Jarell Martin    | 1994 | 208  | 108  |
| 4  | Stati Uniti (bandiera) | G     | Wade Baldwin     | 1996 | 193  | 92   |
| 5  | Stati Uniti (bandiera) | G     | Andrew Harrison  | 1994 | 198  | 97   |
| 7  | Stati Uniti (bandiera) | G     | Wayne Selden     | 1994 | 196  | 104  |
| 8  | Stati Uniti (bandiera) | A     | James Ennis      | 1990 | 201  | 95   |
| 9  | Stati Uniti (bandiera) | G     | Tony Allen       | 1982 | 193  | 97   |
| 10 | Stati Uniti (bandiera) | A     | Troy Williams    | 1994 | 201  | 99   |
| 11 | Stati Uniti (bandiera) | G     | Mike Conley      | 1987 | 185  | 79   |
| 15 | Stati Uniti (bandiera) | A     | Vince Carter     | 1977 | 198  | 100  |
| 16 | Stati Uniti (bandiera) | G     | Toney Douglas    | 1986 | 189  | 88   |
| 23 | Stati Uniti (bandiera) | C     | Deyonta Davis    | 1996 | 208  | 109  |
| 25 | Stati Uniti (bandiera) | A     | Chandler Parsons | 1988 | 208  | 104  |
| 30 | Stati Uniti (bandiera) | G     | Troy Daniels     | 1991 | 193  | 93   |
| 33 | Spagna (bandiera)      | C     | Marc Gasol       | 1985 | 216  | 116  |
| 34 | Stati Uniti (bandiera) | A     | Brandan Wright   | 1987 | 208  | 98   |
| 50 | Stati Uniti (bandiera) | A     | Zach Randolph    | 1981 | 206  | 118  |

## Staff tecnico
- Allenatore: David Fizdale
- Vice-allenatori: Bob Bender, Adam Mazarei, Keith Smart, Nick Van Exel
- Vice-allenatore per lo sviluppo dei giocatori: J.B. Bickerstaff

## Classifiche

### Southwest Division
| Southwest Division    | Southwest Division | Southwest Division | Southwest Division | Southwest Division | Southwest Division | Southwest Division | Southwest Division | Southwest Division |
| Squadra               | V                  | S                  | V%                 | PR                 | Casa               | Trasf              | Div                | PG                 |
| --------------------- | ------------------ | ------------------ | ------------------ | ------------------ | ------------------ | ------------------ | ------------------ | ------------------ |
| y – San Antonio Spurs | 61                 | 21                 | .744               | 6,0                | 31–10              | 30–11              | 11–5               | 82                 |
| x – Houston Rockets   | 55                 | 27                 | .671               | 12,0               | 30–11              | 25–16              | 10–6               | 82                 |
| x – Memphis Grizzlies | 43                 | 39                 | .524               | 24,0               | 24–17              | 19–22              | 8–8                | 82                 |
| N. Orleans Pelicans   | 34                 | 48                 | .415               | 33,0               | 21–20              | 13–28              | 6–10               | 82                 |
| Dallas Mavericks      | 33                 | 49                 | .402               | 34,0               | 21–20              | 12–29              | 5–11               | 82                 |

### Western Conference
| Western Conference | Western Conference        | Western Conference | Western Conference | Western Conference | Western Conference | Western Conference |
| #                  | Squadra                   | V                  | S                  | V%                 | PR                 | PG                 |
| ------------------ | ------------------------- | ------------------ | ------------------ | ------------------ | ------------------ | ------------------ |
| 1                  | z – Golden St. Warriors * | 67                 | 15                 | .817               | –                  | 82                 |
| 2                  | y – San Antonio Spurs *   | 61                 | 21                 | .744               | 6,0                | 82                 |
| 3                  | x – Houston Rockets       | 55                 | 27                 | .671               | 12,0               | 82                 |
| 4                  | x – L.A. Clippers         | 51                 | 31                 | .622               | 16,0               | 82                 |
| 5                  | y – Utah Jazz *           | 51                 | 31                 | .622               | 16,0               | 82                 |
| 6                  | x – Oklahoma Thunder      | 47                 | 35                 | .573               | 20,0               | 82                 |
| 7                  | x – Memphis Grizzlies     | 43                 | 39                 | .524               | 24,0               | 82                 |
| 8                  | x – Portland T. Blazers   | 41                 | 41                 | .500               | 26,0               | 82                 |
|                    |                           |                    |                    |                    |                    |                    |
| 9                  | Denver Nuggets            | 40                 | 42                 | .488               | 27,0               | 82                 |
| 10                 | N. Orleans Pelicans       | 34                 | 48                 | .415               | 33,0               | 82                 |
| 11                 | Dallas Mavericks          | 33                 | 49                 | .402               | 34,0               | 82                 |
| 12                 | Sacramento Kings          | 26                 | 56                 | .317               | 41,0               | 82                 |
| 13                 | Minnesota T'wolves        | 31                 | 51                 | .378               | 36,0               | 82                 |
| 14                 | L.A. Lakers               | 26                 | 56                 | .317               | 41,0               | 82                 |
| 15                 | Phoenix Suns              | 24                 | 58                 | .293               | 43,0               | 82                 |